# アンリ・ド・トリケティ
アンリ・ド・トリケティ（Henri de Triqueti または Henry de Triqueti、1803年10月24日 - 1874年5月11日）は、イタリアに出自を持つ、フランスの彫刻家である。

## 略歴
フランスのロワレ県のコンフラン＝シュル＝ロワン(Conflans-sur-Loing)で生まれた。父親のMichel de Triquetiはイタリアのピエモンテ出身の男爵で、アムステルダムでサルデーニャ王国の外交代表として働いた人物である。はじめ画家のルイ・エルサンの弟子になるが、1820年代後半に彫刻に転じて、すぐに高い評価を得た。フェリシー・ド・フォーヴォー(Félicie de Fauveau: 1801-1886)やアントナン・モワンヌ(Antonin Moine: 1796-1849)、ジャン＝ジャック・フシェル(Jean-Jacques Feuchère: 1807-1852)、ジェアン・デュ・セニョール(Jehan Du Seigneur: 1808-1866)といった彫刻家たちとフランスの装飾彫刻を革新した。
1831年からパリのサロンに出展し、パリのマドレーヌ教会のブロンズ扉のレリーフや、パリのノートルダム・ド・コンパッシオン教会のオルレアン公フェルディナン・フィリップの慰霊碑などを制作し、1864年から10年間、イギリスで、ウィンザー城のプリンス・アルバート礼拝堂の壁の装飾に従事した。
イギリスの彫刻家、トーマス・バンクスの孫娘と結婚し娘が生まれたが、イギリス生まれの弟子の彫刻家、スーザン・デュラント(Susan Durant: 1827-1873) とも愛人関係になり、1869年にデュラントとの間に後に外交官になるポール・ハーヴェイSir Henry Paul Harveyが生まれた。
トリケティはパリで亡くなった。

## 作品

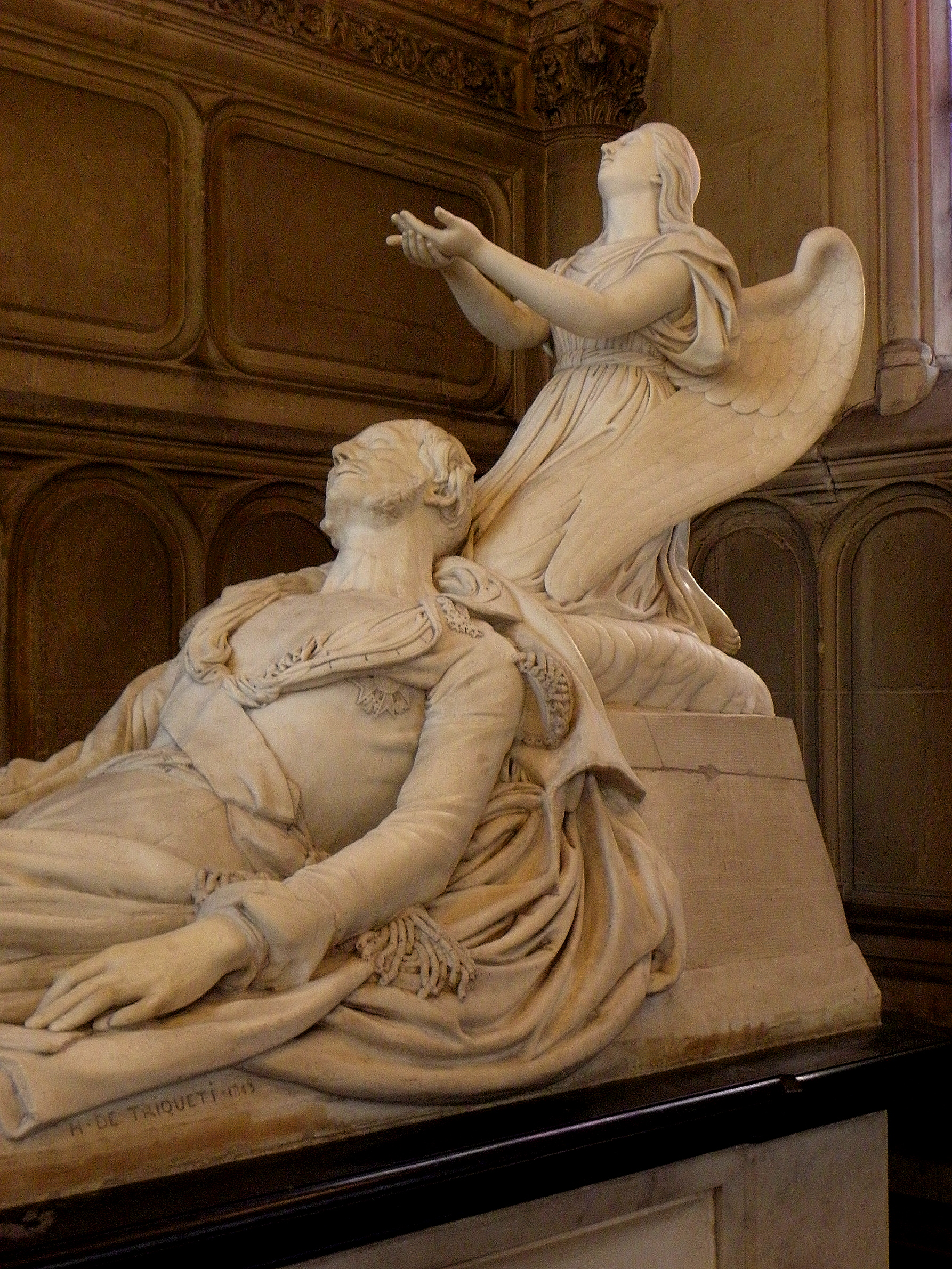
フェルディナン・フィリップの慰霊碑
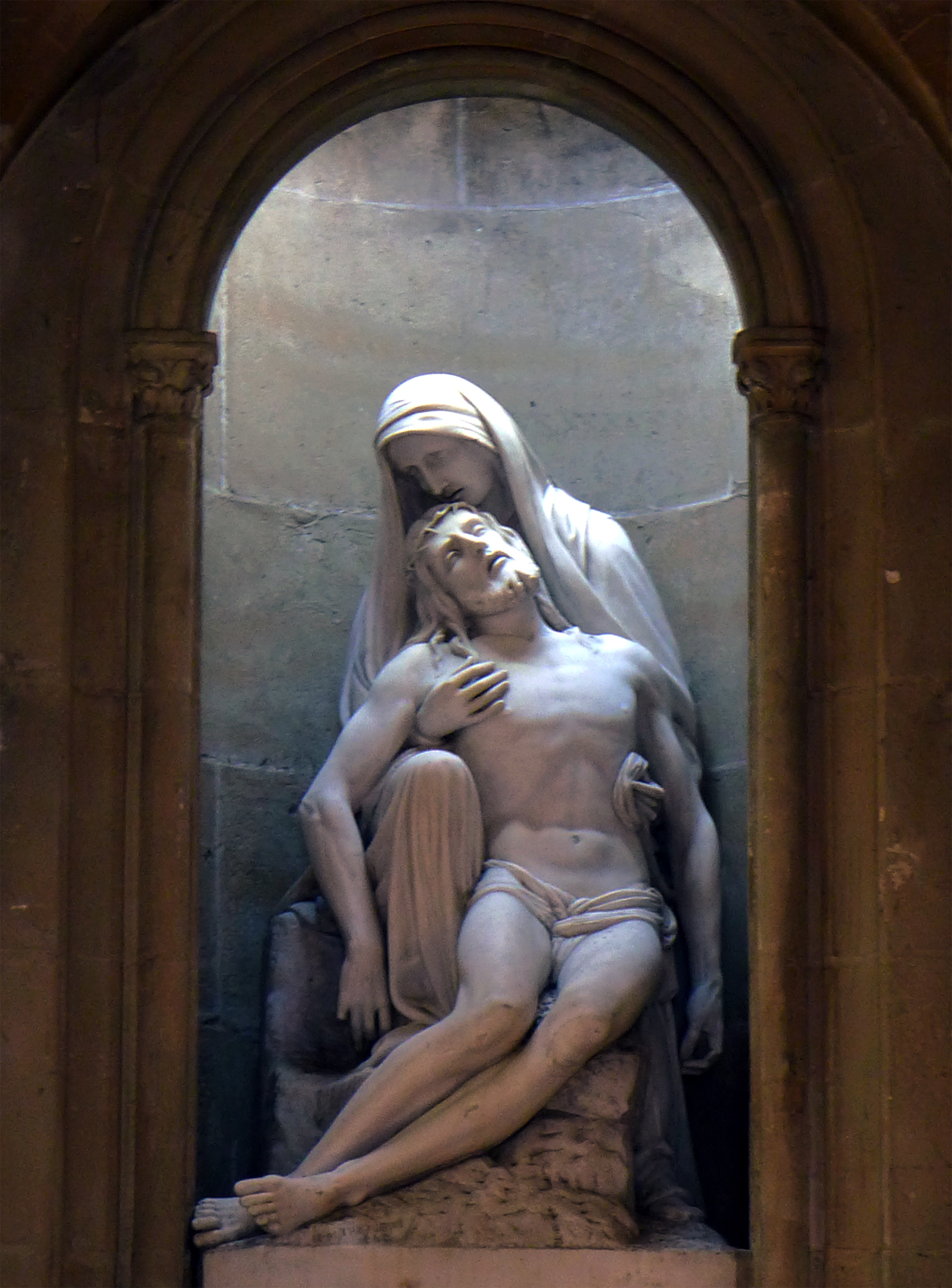
十字架降架、ノートルダム・ド・コンパッシオン教会
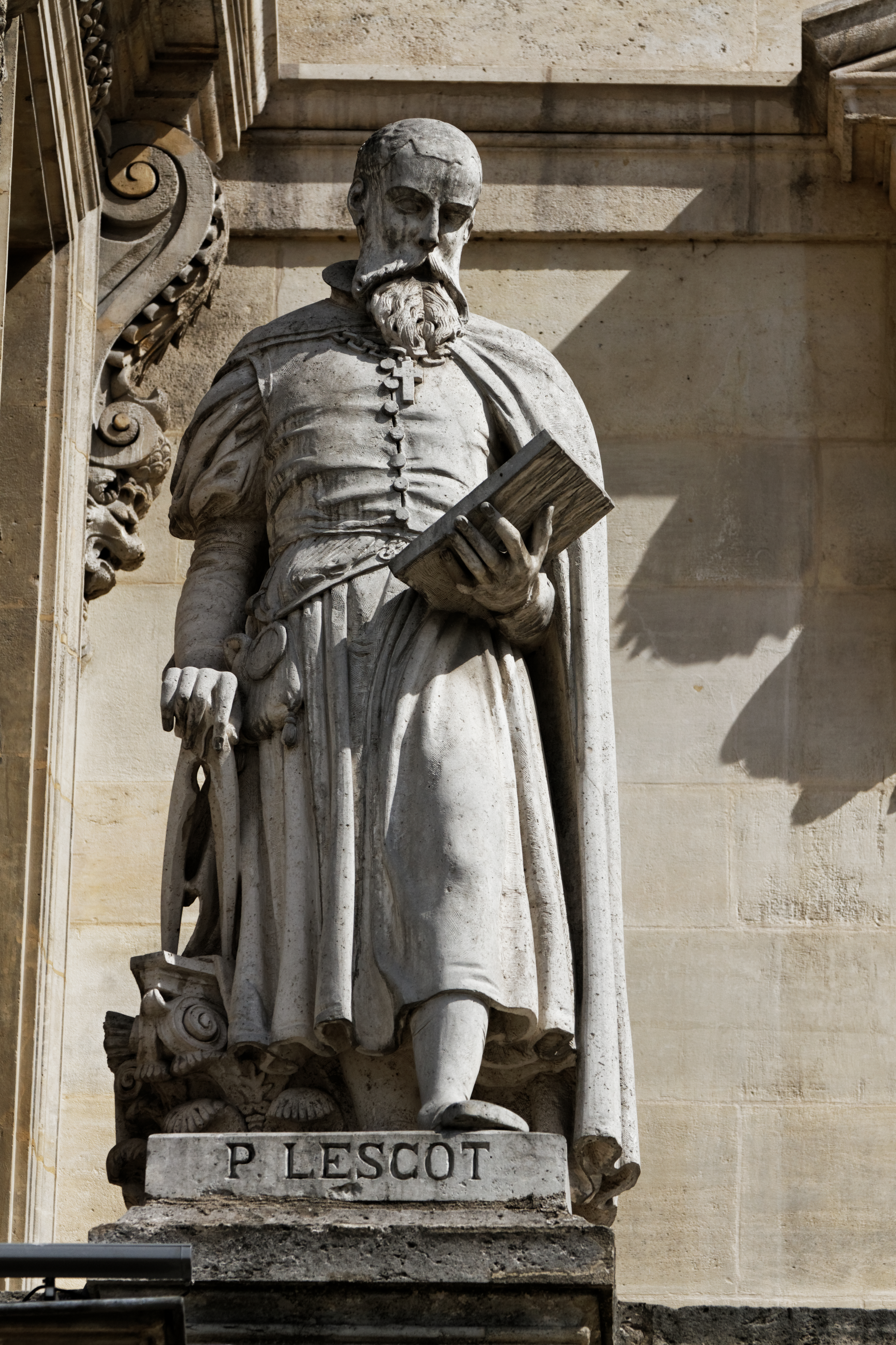
ピエール・レスコ、ルーブル宮殿
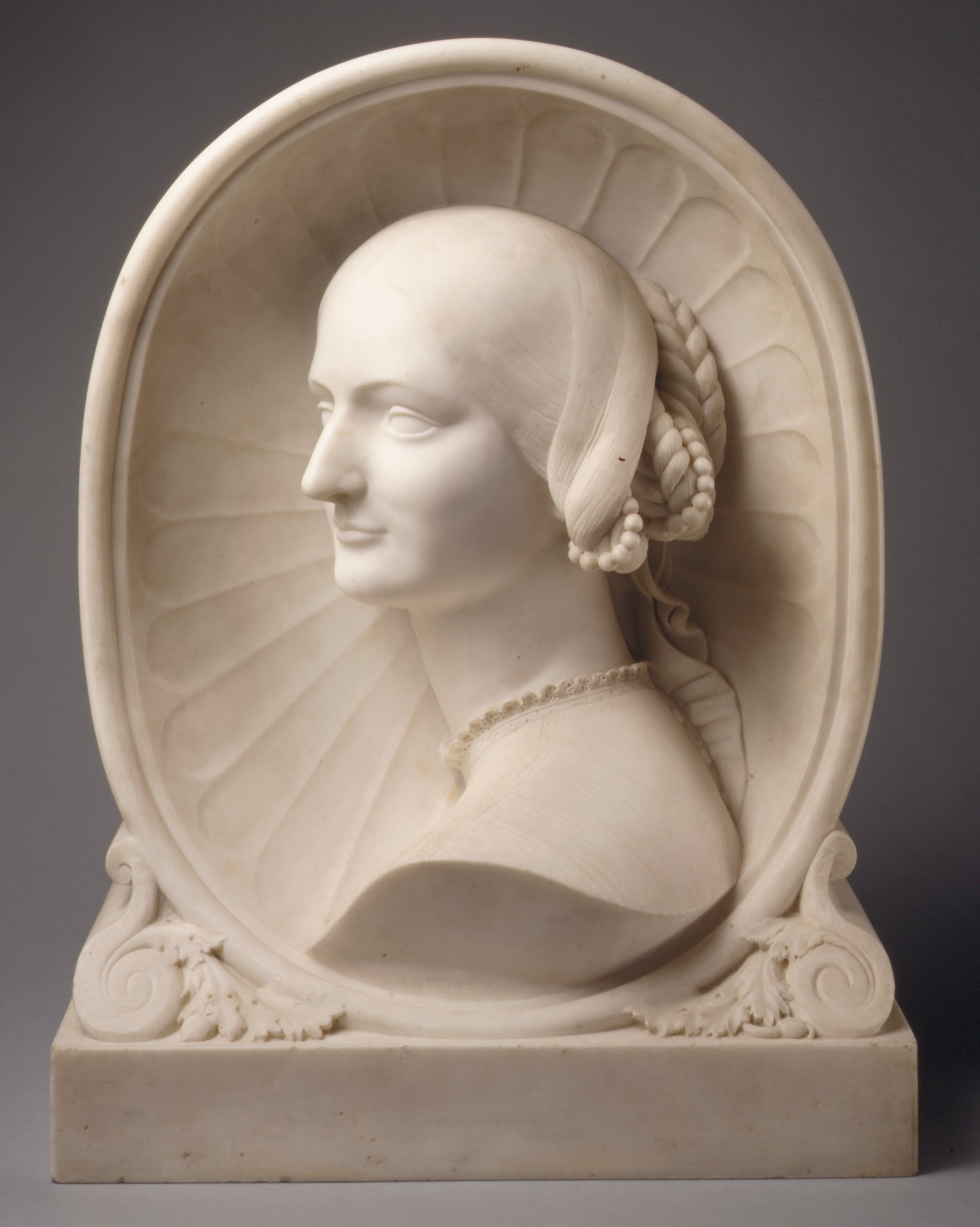
若い娘の胸像